# شرق مصمل (الشعر)

تعديل مصدري - تعديل

شرق مصمل محلة تابعة لقرية عدن المحاقرة، التابعة لعزلة القابل الاسفل بمديرية الشعر إحدى مديريات محافظة إب في الجمهورية اليمنية، بلغ تعداد سكانها 22 حسب تعداد اليمن لعام 2004.